# Carolina Panthers 2003
La stagione 2003 dei Carolina Panthers è stata la 9ª della franchigia nella National Football League, la terza con John Fox come capo-allenatore. La squadra veniva dal record di 7-9 del 2002 e raggiunse i playoff per la sua seconda volta nella sua storia.
Questa fu una stagione di grande successo. I Panthers terminarono con un sorprendente record di 11–5, qualificandosi ai playoff col terzo posto nel tabellone della NFC. Nel turno delle wild card batterono i Dallas Cowboys. La settimana successiva a St. Louis, la partita si concluse al secondo tempo supplementare quando Steve Smith ricevette un passaggio da Jake Delhomme correndo per 69 yard e segnando il touchdown decisivo.
Nella finale di conference, i Panthers viaggiarono fino al Lincoln Financial Field di Philadelphia per affrontare gli Eagles, alla terza finale della NFC consecutiva. I Panthers continuarono la loro corsa vincendo per 14–3, grazie in particolar modo a tre intercetti messi a segno da Ricky Manning. Il 1º febbraio, Carolina giocò il primo Super Bowl della sua storia, perdendo contro i New England Patriots per 32-29.

## Calendario

### Stagione regolare
| Turno                                                        | Data               | Avversario           | Risultato          | Risultato          | Stadio                | Tabellino          |
| Turno                                                        | Data               | Avversario           | Punteggio          | Record             | Stadio                | Tabellino          |
| ------------------------------------------------------------ | ------------------ | -------------------- | ------------------ | ------------------ | --------------------- | ------------------ |
| 1                                                            | 7/9                | Jacksonville Jaguars | V 24–23            | 1–0                | Ericsson Stadium      | 72,134             |
| 2                                                            | 14/9               | Tampa Bay Buccaneers | V 12–9 (DTS)       | 2–0                | Raymond James Stadium | 65,621             |
| 3                                                            | Settimana di pausa | Settimana di pausa   | Settimana di pausa | Settimana di pausa | Settimana di pausa    | Settimana di pausa |
| 4                                                            | 28/9               | Atlanta Falcons      | V 23–3             | 3–0                | Ericsson Stadium      | 72,765             |
| 5                                                            | 5/10               | New Orleans Saints   | V 19–13            | 4–0                | Ericsson Stadium      | 72,496             |
| 6                                                            | 12/10              | Indianapolis Colts   | V 23–20 (OT)       | 5–0                | RCA Dome              | 57,082             |
| 7                                                            | 19/10              | Tennessee Titans     | S 37–17            | 5–1                | Ericsson Stadium      | 72,851             |
| 8                                                            | 26/10              | New Orleans Saints   | V 23–20 (DTS)      | 6–1                | Louisiana Superdome   | 68,370             |
| 9                                                            | 2/11               | Houston Texans       | S 14–10            | 6–2                | Reliant Stadium       | 70,052             |
| 10                                                           | 9/11               | Tampa Bay Buccaneers | V 27–24            | 7–2                | Ericsson Stadium      | 73,245             |
| 11                                                           | 16/11              | Washington Redskins  | V 20–17            | 8–2                | Ericsson Stadium      | 73,263             |
| 12                                                           | 23/11              | Dallas Cowboys       | S 24–20            | 8–3                | Texas Stadium         | 63,871             |
| 13                                                           | 30/11              | Philadelphia Eagles  | S 25–16            | 8–4                | Ericsson Stadium      | 72,977             |
| 14                                                           | 7/12               | Atlanta Falcons      | S 20–14 (DTS)      | 8–5                | Georgia Dome          | 70,079             |
| 15                                                           | 14/12              | Arizona Cardinals    | V 20–17            | 9–5                | Sun Devil Stadium     | 23,217             |
| 16                                                           | 21/12              | Detroit Lions        | V 20–14            | 10–5               | Ericsson Stadium      | 72,835             |
| 17                                                           | 28/12              | New York Giants      | V 37–24            | 11–5               | Giants Stadium        | 78,130             |
| NOTA: Gli avversari della propria division sono in grassetto |                    |                      |                    |                    |                       |                    |

### Playoff
| Turno              | Data | Avversario             | Risultato     | Risultato | Stadio                  | Pubblico |
| Turno              | Data | Avversario             | Punteggio     | Record    | Stadio                  | Pubblico |
| ------------------ | ---- | ---------------------- | ------------- | --------- | ----------------------- | -------- |
| Wild Card          | 3/1  | Dallas Cowboys         | V 29–10       | 12–5      | Ericsson Stadium        | 73,014   |
| Divisional         | 10/1 | at St. Louis Rams      | V 29–23 (2TS) | 13–5      | Edward Jones Dome       | 66,165   |
| Finale NFC         | 18/1 | at Philadelphia Eagles | V 14–3        | 14–5      | Lincoln Financial Field | 65,158   |
| Super Bowl XXXVIII | 1/2  | New England Patriots   | S 29–32       | 14–6      | Reliant Stadium         | 71,525   |